# Agrumi
Agrumi (lat. Citrus; stariji narodni naziv: grozničarke) rod je unutar porodice Rutaceae koji potječe iz tropske i suptropske jugoistočne Azije. Predstavnike ovog roda u običnom govornom jeziku nazivaju agrumi. Biljke iz roda citrusa najčešće su veliki grmovi ili mala stabla visine između 5 i 15 metara. Najčešće su zimzelene. Cvjetovi su jednostruki ili u obliku cvata. Svaki cvijet promjera je 2 – 4 cm, s 5 bijelih latica i brojnim prašnicima. Često su izražajnog mirisa. Plod je hesperidij, 4 – 30 cm dugačak i promjera 4 – 20 cm. Ovaj rod vrlo je važan zbog svojih mnogih vrsta koje se uzgajaju zbog svojih plodova koji se jedu svježi ili prerađuju u sokove, marmelade itd.
Plodovi roda Citrus imaju intenzivan miris zbog flavonoida i limonoida, koji su zapravo terpeni. Sadrže limunsku kiselinu i velike količine vitamina C.
Taksonomija unutar roda vrlo je složena te je točan broj prirodnih vrsta nepoznat. Od 392 znanstvena naziva zasad su priznata 33. Najpoznatije vrste unutar roda Citrus jesu slatka naranča, limun, mandarina, grejp (limunika), limeta, gorka naranča, četrun, čadek, kalamondin.

## Priznate vrste (40)
- Citrus assamensis R.M.Dutta & Bhattacharya
- Citrus aurantiaca Swingle
- Citrus ×aurantiifolia (Christm.) Swingle
- Citrus ×aurantium L.
- Citrus australasica F.Muell.
- Citrus australis (A.Cunn. ex Mudie) Planch.
- Citrus cavaleriei H.Lév. ex Cavalerie
- Citrus floridana (J. Ingram & H. E. Moore) Mabberley
- Citrus garrawayi F.M.Bailey
- Citrus georgiana Mabberley
- Citrus glauca (Lindl.) Burkill
- Citrus gracilis Mabb.
- Citrus grandis (L.) Osbeck
- Citrus halimii B.C.Stone
- Citrus hystrix DC.
- Citrus indica Yu.Tanaka
- Citrus inodora F.M.Bailey
- Citrus insitorum Mabberley
- Citrus japonica Thunb.
- Citrus junos Siebold ex Tanaka
- Citrus khasya Markovitch
- Citrus latifolia (Tanaka ex Yu. Tanaka) Tanaka
- Citrus latipes (Swingle) Yu.Tanaka
- Citrus limon (L.) Osbeck
- Citrus lucida (Scheff.) Mabb.
- Citrus medica L.
- Citrus microcarpa Bunge
- Citrus neocaledonica Guillaum.
- Citrus oxanthera Beauvis.
- Citrus paradisi Macfad.
- Citrus polyandra Yu.Tanaka
- Citrus ×polytrifolia Govaerts
- Citrus reticulata Blanco
- Citrus sinensis (L.) Osbeck
- Citrus swinglei Burkill ex Harms
- Citrus taitensis Risso
- Citrus trifoliata L.
- Citrus undulata Guillaum.
- Citrus wakonai P.I.Forst. & M.W.Sm.
- Citrus warburgiana F.M.Bailey
- Citrus webberi Wester
- Citrus wintersii Mabb.

Izvor: The Plant List